# Classe Kasuga
La classe Kasuga fut la troisième classe de croiseurs cuirassés  de la Marine impériale japonaise. Elle comprenait deux unités, les Kasuga et Nisshin, deux navires développés parmi les dix croiseurs de la classe Giuseppe Garibaldi construite en Italie sur le chantier naval Ansaldo à Gênes.

## Conception
Les deux croiseurs cuirassés de la classe Kasuga  sont des hybrides entre le croiseur et le cuirassé, et la charge en armement et en blindage réduit la vitesse par rapport aux croiseurs de l'époque. Leur armement principal n'est pas uniforme : le Kasuga possède un unique canon de 10 pouces (254 mm) dans une tourelle et deux canons jumelés de 8 pouces (203 mm) dans une autre, alors que le Nisshin est équipé de 4 canons jumelés de 203 mm en deux tourelles.
Le succès de la marine japonaise dans l'utilisation de croiseurs cuirassés dans les lignes de bataille durant la guerre russo-japonaise de 1904-1905 a attiré l'attention des concepteurs de navires à travers le monde. Cette conception de croiseur cuirassé a rapidement évoluée vers le cuirassé de type Dreadnought et de croiseur de bataille qui seront discrédités lors de la bataille du Jutland en mai 1916.

## Histoire
Les deux croiseurs de classe Kasuga, construits en Italie sous les noms de
Mitre et Roca devaient être initialement livrés à l'Argentine sous les noms de Rivadavia et Moreno. 

Les Argentins les ont revendu à la Marine japonaise Impériale avant leur achèvement final en 1904 et ils ont été rebaptisés  Kasuga et Nisshin.
- Kasuga :

le Kasuga a participé à la guerre russo-japonaise (1904-1905) et surtout à la bataille de la mer Jaune le 10 août 1904 et à la bataille de Tsushima les 27 et 28 mai 1905.

Après la Première Guerre mondiale, il fut partiellement désarmé selon le traité de Washington de 1922. Il fut démoli en 1948.
- Nisshin :

Le Nisshin  a participé à la guerre russo-japonaise et surtout à la Bataille de la mer Jaune le 10 août 1904 et à la bataille de Tsushima les 27 et 28 mai 1905 où il fut gravement endommagé.

Après la Première Guerre mondiale, il fut partiellement désarmé selon le traité de Washington de 1922 et servit comme navire-école. Puis il servit en tant que bateau-cible  et échoua en 1936. Il fut coulé le 18 janvier 1942 par le cuirassé Yamato.

## Les unités de la classe
| Nom     | Lancement      | Armement       | Chantier naval         | Fin de carrière                         | Photo |
| ------- | -------------- | -------------- | ---------------------- | --------------------------------------- | ----- |
| Kasuga  | 10 mars 1902   | 7 janvier 1904 | Ansaldo à Gênes Italie | coulé le 18 juillet 1945                |       |
| Nisshin | 9 février 1903 | 7 janvier 1904 | Ansaldo à Gênes Italie | échoué en 1936 coulé le 18 janvier 1942 |       |

## Sources
- (en) Cet article est partiellement ou en totalité issu de l’article de Wikipédia en anglais intitulé « Kasuga class cruiser » (voir la liste des auteurs).